# DeQuincy
DeQuincy es una ciudad ubicada en la parroquia de Calcasieu en el estado estadounidense de Luisiana. En el Censo de 2010 tenía una población de 3235 habitantes y una densidad poblacional de 392,53 personas por km².

## Geografía
DeQuincy se encuentra ubicada en las coordenadas 30°26′56″N 93°26′44″O / 30.44889, -93.44556. Según la Oficina del Censo de los Estados Unidos, DeQuincy tiene una superficie total de 8.24 km², de la cual 8.24 km² corresponden a tierra firme y (0%) 0 km² es agua.

## Demografía
Según el censo de 2010, había 3235 personas residiendo en DeQuincy. La densidad de población era de 392,53 hab./km². De los 3235 habitantes, DeQuincy estaba compuesto por el 77.22% blancos, el 19.57% eran afroamericanos, el 0.93% eran amerindios, el 0.37% eran asiáticos, el 0% eran isleños del Pacífico, el 0.09% eran de otras razas y el 1.82% pertenecían a dos o más razas. Del total de la población el 1.33% eran hispanos o latinos de cualquier raza.